# Герб Кемеровської області

Герб Кемеровської області

Герб Кемеровської області є символом Кемеровської області, прийнято 7 червня 2002 року.

## Опис
Герб Кемеровської області — французький щит, обрамлений дубовими галузками, скріпленими орденською стрічкою ордена Леніна й увінчаний короною у вигляді стилізованої чаші.
Щит облямований вузькими смугами чорного й золотого кольорів. Нижня частина щита — зеленого кольору. Зелений колір символізує сільське господарство й природні багатства. Зелений колір — це також традиційний колір молодості й надії. У центрі щита — трикутник чорного кольору, зрізаний з боків і облямований вузькою смугою золотого кольору — терикон, що символізує вугільну промисловість. У центрі терикону розташовані перехрещені ковальський молот і кирка, що позначають індустріальну приналежність Кемеровської області. Із зеленого поля через перехрещені ковальський молот і кирку до вершини терикона спрямовано три пшеничні колосся. Колосся символізують також важливість для Кемеровської області сільського господарства. Трикутники червоного кольору в лівому та правому кутах щита символізують розпечений метал.
Герб обрамлений дубовим вінком, що визначають статус Кемеровської області як суб'єкта Російської Федерації, наділеного правами державної влади.
Нижня частина вінка переплетена орденською стрічкою ордена Леніна, яким Кемеровська область була нагороджена двічі: в 1967 і 1970 роках. У центральній частині орденської стрічки позначена дата: 1943 — рік утворення Кемеровської області.
У розриві дубового вінка над центром гербового щита зображена корона у вигляді стилізованої повної чаші, що символізує багатство Кузбасу.